# Soul Journey
Soul Journey — четвёртый студийный альбом американской кантри-исполнительницы Гиллиан Уэлч, изданный 9 июня 2003 года на лейбле Acony Records. Продюсировал альбом Дэвид Ролингз. Все песни были написаны Уэлч совместно с Дэвидом Ролингзом.

## История
Альбом отличался от предыдущих альбомов Уэлч и Роулингза в плане инструментария, включая более многочисленную группу и такие инструменты, как барабаны и электро бас-гитару. Уэлч описывала альбом как «более спонтанный», чем некоторые из её предыдущих работ.

## Отзывы
| Совокупная оценка    | Совокупная оценка |
| Источник             | Оценка            |
| -------------------- | ----------------- |
| Metacritic           | 78/100            |
| Оценки критиков      |                   |
| Источник             | Оценка            |
| AllMusic             | [ 4 ]             |
| Blender              | [ 5 ]             |
| Entertainment Weekly | A−                |
| The Guardian         | [ 7 ]             |
| Los Angeles Times    | [ 8 ]             |
| Mojo                 | [ 9 ]             |
| Pitchfork            | 7.1/10            |
| Q                    | [ 11 ]            |
| Rolling Stone        | [ 12 ]            |
| Uncut                | [ 13 ]            |

Soul Journey получил в целом благоприятные отзывы .
Несколько изданий, включая Mojo, назвали его «идеальным», а рецензенты похвалили тоскливый тон и инструментарий альбома. The Guardian сказал о ее работе: «[Уэлч] возвращает кантри к его духовным и сказочным корням… Уэлч усовершенствовала свои голые и красивые песни и в Soul Journey принимает блюз. Потеря и одиночество — ее самые близкие друзья».
После переиздания винила в 2018 году Relix отметил, что альбом содержит «некоторые из их самых неизгладимых песен… С Soul Journey одинаково сложно определить, где закончилось прошлое и началось настоящее, или вспомнить, почему кто-то вообще считал, что между ними есть разница».
Однако некоторые выразили разочарование альбомом. Pitchfork назвал его «немного восторженным», а другие были недовольны более полным, многоинструментальным звучанием. В ответ Уэлч сказал, что «на каком-то уровне это должно быть отклонением от других альбомов… Все не должно звучать одинаково, вы хотите, чтобы это отражало изменения и рост».

## Список композиций
Слова и музыка всех песен — Gillian Welch и David Rawlings, кроме указанных.
| №   | Название                              | Автор(ы)                                | Длительность |
| --- | ------------------------------------- | --------------------------------------- | ------------ |
| 1.  | «Look at Miss Ohio»                   |                                         | 4:16         |
| 2.  | «Make Me a Pallet on Your Floor»      | Traditional; additional lyrics by Welch | 2:45         |
| 3.  | «Wayside/Back in Time»                |                                         | 3:28         |
| 4.  | «I Had a Real Good Mother and Father» | Traditional; additional lyrics by Welch | 3:14         |
| 5.  | «One Monkey»                          |                                         | 5:36         |
| 6.  | «No One Knows My Name»                |                                         | 3:16         |
| 7.  | «Lowlands»                            |                                         | 3:19         |
| 8.  | «One Little Song»                     | Welch                                   | 3:12         |
| 9.  | «I Made a Lovers Prayer»              |                                         | 5:03         |
| 10. | «Wrecking Ball»                       |                                         | 4:56         |

## Чарты
| Чарт (2003)                            | Высшая позиция |
| -------------------------------------- | -------------- |
| Австралия (ARIA)                       | 69             |
| Великобритания (UK Albums Chart)       | 65             |
| США (Billboard 200)                    | 107            |
| США (Billboard Independent Albums)     | 1              |
| США (Billboard Top Heatseekers Albums) | 10             |